# 橋田昊樹
橋田 昊樹（はしだ ひろき、1978年12月28日 - ）は、佐賀県鳥栖市出身の俳優。

## 主な出演作品

### テレビドラマ
- 東芝日曜劇場"父"（1993年、TBSテレビ）
- 激殺 女蠍野球団~愛しの甲子園（2005年、テレビ東京）
- プリンセス・プリンセスD（2006年、テレビ朝日）

### 舞台
- SASUKE（2006年8月30日） - 小栗勘兵 役
- アクトリーグ （アクトリーグ 2007年 -） チーム『ソニックテイル』に所属

### CM
- キリンビール「一番搾り」（2000年）
- ハウス食品 「うまかっちゃん」（2005年）
- ダスキン 「ミスタードーナツ」（2010年)